# Ippolit Vogak
Ippolit Konstantinovitch Vogak (en russe : Ипполит Константинович Вогак), né le 30 août 1829 et mort le 16 juillet 1889, est un amiral russe. De 1874 à 1880, il commande le cuirassé Pierre le Grand. Promu kontr-admiral en 1883. Il est le dernier gouverneur de Taganrog (1885-1897). De 1887 à 1889 il sert dans la Flotte de la mer Baltique.

## Biographie
Vogak est inscrit le 12 mars 1842 au corps des cadets de la Marine. Le 14 août 1847 il est nommé aspirant dans la flotte de la Baltique. Le 30 mars 1852, il est promu lieutenant.
Pendant la guerre de Crimée, en 1854-1855, il fait partie d'un détachement de la flottille à rame chargé de la défense de Åbo (Turku). Le 10 août 1854, il participe au repoussement d'une l'attaque de la flotte anglo-française. En 1855, il est nommé commandant de la batterie côtière no 6.
Le 21 mai 1856, il est transféré au 1er équipage naval de Finlande et est nommé commandant de la canonnière no 4 du détachement d'entraînement de la flottille. En 1857, il participe, en tant que membre de l'escadron du Nord, au relevé et à la mesure de la mer Baltique. En 1858, il est sur le bateau à hélice Lechi, puis à Turku pendant la construction de la corvette à hélice Kalevala.
En 1859-1861, il commande les bateaux à hélice Khvat et Marevo. Le 1er janvier 1862, il est promu au rang de capitaine-lieutenant. La même année, il est nommé commandant du navire à vapeur Peterburg. En 1863, il a été décoré de l'ordre de Saint-Stanislas, 3e classe.
En 1864, il commande le navire à vapeur Neva et la même année, le 24 novembre, il est nommé commandant du bateau-tour Lava. En 1866, il est décoré de l'ordre de Sainte-Anne, 3e classe, et en 1868, de l'ordre de Saint-Stanislas, 2e classe. Le 1er janvier 1870, il est promu au grade de capitaine de 2e rang et, la même année, il est nommé commandant de la canonnière Roussalka, qui fait partie de l'unité d'entraînement de l'artillerie. En 1871, il reçoit la Couronne impériale sur l'ordre de Saint-Stanislas, 2e classe.
En 1872, il est transféré à l'équipage de la mer Noire et reçoit l'Ordre de la Couronne prussien, 2e classe. Commandant le cuirassé Novgorod, le 8 avril 1873, il est promu capitaine de 1er rang. La même année, il est décoré de l'Ordre de Sainte-Anne de 2e classe et de l'ordre de Saint-Vladimir de 4e classe avec ruban pour 25 ans de service en qualité d'officier.
En 1874, il est de nouveau transféré à la flotte de la Baltique, sur la corvette Griden, il est chargé du sauvetage du vapeur commercial coulé dans la région de Krasnaïa Gorka, après quoi il est transféré sur la frégate Amiral Spiridov et nommé capitaine de pavillon au quartier général du régiment de l'adjudant général Andreï Popov.
Au cours de la même année 1874, il est nommé commandant du cuirassé Pierre le Grand. En 1875, il est décoré de l'ordre suédois de Saint-Olaf de 2e classe, et — en 1876 — de l'ordre de Saint-Vladimir de 3e classe.
En 1880, il est nommé commandant du nouveau yacht impérial Livadia, sur lequel il est transféré de la mer Baltique à la mer Noire, et enrôlé dans le 1er équipage de la mer Noire. L'année suivante, il est à nouveau transféré à la flotte de la Baltique. Le 21 février 1883, il est promu contre-amiral et nommé chef d'état-major par intérim du port de Kronstadt.
Le 25 février 1885, il est nommé gouverneur de la ville de Taganrog. Le 30 août 1887, il est décoré de l'Ordre de Saint-Stanislas, 1re classe. Le 1er janvier 1888, à l'occasion de l'abolition de l'administration de la ville de Taganrog (le 19 mai 1887, Taganrog a été intégrée à l'oblast du Don), il est laissé en congé de l'état-major et transféré vers la flotte de la Baltique.
Ippolite Konstantinovitch est mort le 16 juillet 1889, selon certaines sources à Haapsalu, après quoi son corps est transporté à Saint-Pétersbourg sur la goélette Compass. Il est enterré à Saint-Pétersbourg, au cimetière luthérien de Smolensk.